# فيس تايم
فيس تايم أحد تطبيقات أبل لتقنية الاتصال بالفيديو والصوت من شخص لأخر، أصدر بتاريخ 2010|6|24، يدعم التطبيق الأجهزة الهاتفية والتابلت بنظام الـ (iOS) وأنظمة الماكنتوش من أبل. يعتمد البرنامج في استخدامه على رقم الهاتف كما في واتس اب أو البريد الإلكتروني، ويمكن إجراء مكالمة جماعية بحد أقصى 32 شخص، ويعتمد البرنامج على الإنترنت سواء واى فاى أو من الشريحه، البرنامج غير متوفر أو مدعوم في كل دول العالم.